# Анкомпагре (национальный лес)
Анкомпа́гре (англ. Uncompahgre National Forest) — национальный лес на западе штата Колорадо, США. Площадь леса составляет 955 229 акров (3865,67 км²). Разделён на два участка, на юге граничит с Национальным лесом Сан-Хуан.
Территория национального леса занимает части округов Монтроз, Меса, Сан-Мигель, Урей, Ганнисон, Хинсдейл, Сан-Хуан и Делта.

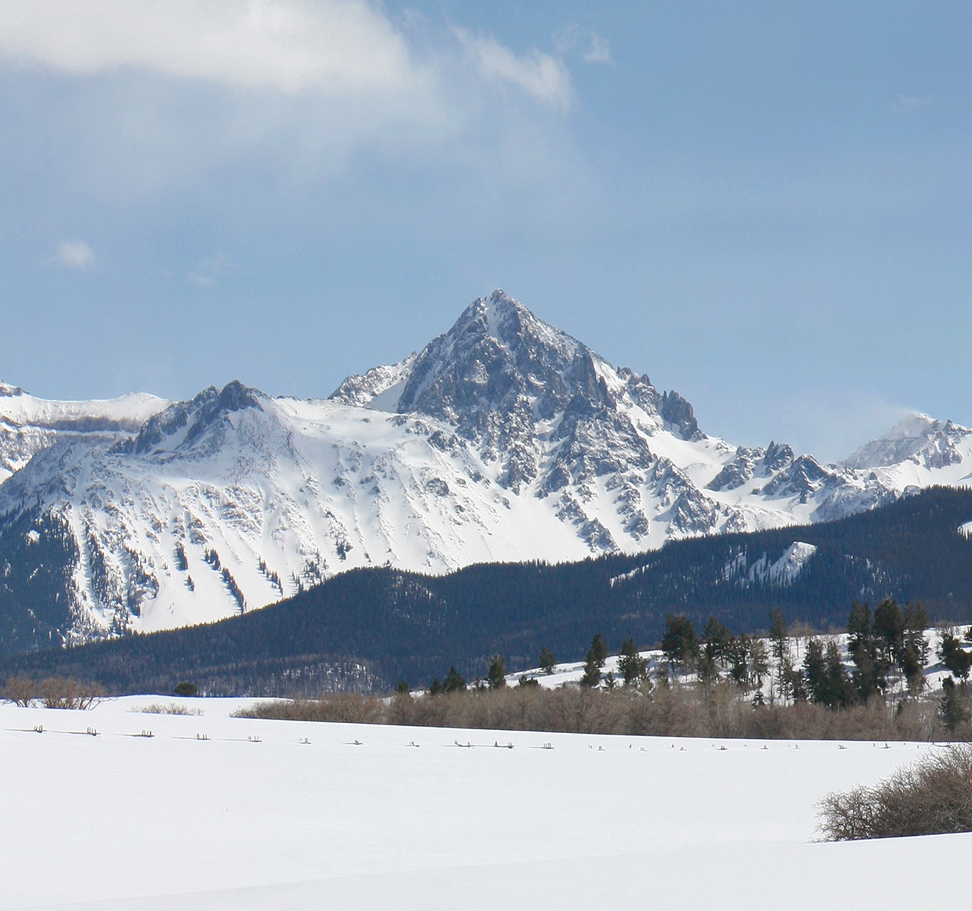
Снеффелс — одна из вершин леса

На территории национального леса расположено плато Анкомпагре, а также северная часть горного хребта Сан-Хуан. Наивысшая точка хребта, пик Анкомпагре 4365 м над уровнем моря, — шестая по высоте вершина Колорадо.
Национальный лес был основан 14 июня 1905 года по решению президента Теодора Рузвельта.
Флора национального леса насчитывает 23 вида деревьев, среди которых наиболее многочисленны ель Энгельмана, сосна жёлтая и тополь осинообразный.
Рельеф национального леса разнообразен. В лесу проложено почти 200 миль пешеходных и велосипедных троп.
Участок национального леса в районе городов Тельюрайд и Урей известен под названием «Маленькая Швейцария Америки». Здесь многочисленны горные цепи высотой свыше 3500 м с вершинами, превышающими 4200 м.
Штаб-квартира администрации национальных лесов Анкомпагре, Ганнисон и Гранд-Меса располагается в городе Делта. Отделения лесничества имеются в Монтрозе и Норвуде.

## Территории дикой природы
Несколько частей национального леса с 1980 года имеют статус МСОП Ib — «Территория дикой природы». Это — самые строго охраняемые природные участки в США, доступ к ним открыт только пешим ходом или на лошади.
- Биг-Блу (Big Blue, 415,7 км²)
- Маунт-Снеффелс (Mount Sneffels, 67,04 км²)
- Лизард-Хед (Lizard Head, 167,17 км², частично на территории национального леса Сан-Хуан)